# ゲーリー・ヒントン
ゲーリー・ヒントン（Gary Hinton、1956年8月29日 - ）は、アメリカ合衆国の男性プロボクサー。ペンシルベニア州ダービー出身。元IBF世界スーパーライト級王者。

## 来歴
1978年1月24日、ヒントンはプロデビューを果たし4回判定勝ちで白星でデビューを飾った。
1984年3月26日、USBA全米スーパーライト級王者ジェローム・キニーと対戦し12回2-1の判定勝ちで王座獲得に成功した。
1984年7月11日、バレット・ラリーと対戦し12回2-0(116-113、116-112、114-114)の判定勝ちで初防衛に成功した。
1985年3月2日、IBF世界スーパーライト級王者アーロン・プライヤーと対戦し15回1-2(139-146、143-141、141-143)の判定負けで王座獲得に失敗した。
1985年8月23日、ジョー・マンリーと対戦し12回1-1(114-115、115-114、114-114)の三者三様の引き分けに終わったが2度目の防衛に成功した。
1985年11月5日、ダーリー・フーラーとWBCアメリカ大陸スーパーライト級王座決定戦を行い12回3-0(117-112、116-110、118-110)の判定勝ちで王座獲得に成功した。
1986年4月26日、アーロン・プライヤーの返上で空位になったIBF世界スーパーライト級王座決定戦をレイエス・アントニオ・クルスと行い15回3-0(143-142、145-140、144-142)の判定勝ちで王座獲得に成功した。
1986年10月30日、ジョー・マンリーと1年ぶりに再戦するが10回2分14秒KO負けで初防衛に失敗し王座から陥落した。
1989年8月24日、ソウル・マンビーと対戦し9回35秒TKO負けを最後に現役を引退した。

## 獲得タイトル
- USBA全米スーパーライト級王座
- 第2代IBF世界スーパーライト級王座(防衛0)
- WBCアメリカ大陸スーパーライト級王座